# Homeward Bound 2: Lost in San Francisco
Homeward Bound 2: Lost in San Francisco (Volviendo a casa 2: Perdidos en San Francisco en Hispanoamérica, y De vuelta a casa 2: Perdidos en San Francisco en España) es una película estadounidense del género Family-Friendly, producida por Walt Disney Pictures y es la secuela del remake Homeward Bound: The Incredible Journey (1993).
El film está dirigido por David R. Ellis y fue lanzado directamente en formato casero el 8 de marzo del año de 1996, recaudando $32,772,492 dólares solo en los Estados Unidos, mientras que en otros países como en España y en los países de Latinoamérica, la secuela se vio en los cines aunque solo en corto plazo.

## Argumento
Shadow, Chance y Sassy están de vuelta, han transcurrido 3 años después de su aventura en los bosques de Carolina del Norte y ahora las mascotas están viviendo en San Francisco con sus respectivos amos. Cuando la familia decide irse de vacaciones a Canadá, Jamie está jugando con su equipo en el partido de béisbol más importante de la liga, pero Chance interrumpe el juego provocando que el equipo pierda. 
Jamie se enoja con Chance durante el viaje hacia el aeropuerto y cuando las mascotas son transportadas en las cajas, Chance atemorizado piensa que Jamie lo esta abandonando así que este decide escapar, provocando que Shadow y Sassy se salgan de sus cajas para impedir que Chance le pase algo y mientras la familia se va Canadá sin las mascotas; Shadow, Chance y Sassy están perdidos una vez más y deberán ir a su casa para esperar a sus amos, pero para ello se enfrentarán a los riesgos que se encuentran en la gran ciudad como una dúo de peligrosos perros callejeros y principalmente de una banda de perreros que raptan mascotas para venderlas.

## Personajes
La película no solo presenta al mismo elenco, también nos presenta a nuevos personajes durante el espectáculo .
- Chance: El joven Bulldog sigue siendo el mismo perro travieso e hiperáctivo, quien es el principal causante del problema de la película, llevándose a sus amigos a los peligros de la ciudad, quien tendrá un reencuentro consigo mismo cuando piensa que Jamie lo abandonó y se enamora de Dalilah, una hermosa perrita que le robara el corazón.
- Shadow: Un Golden Retriever veterano de la vida, es perro de Peter, es quien guía a Chance y Sassy para llevarlos de nuevo a la casa, quien cree que Chance por su inocencia no debería vivir en las calles con Dalilah, por más triste que sea.
- Sassy: La Gata Himalaya mimada de Hope, inteligente y ágil, ella libera a Shadow de las cajas transportadoras para ir tras Chance y consigue la comida para los demás en la calle y junto con Shadow ayudan a un niño y su gato atrapados en una casa incendiada.
- Riley: Es un perro callejero mestizo de Retriever que fue abandonado cuando era cachorro, líder de una gran pandilla de perros callejeros. A pesar de hacerse amigo de Shadow y Sassy odia a los humanos y piensa que todos son iguales, a la vez porque todo el tiempo se está escondiendo de los perreros.
- Dalilah: Es una perra Kuvasz que está enamorada de Chance, al igual que Riley también fue abandonada, a pesar de su amor por Chance, al igual que Shadow piensa que su amado es demasiado inocente para vivir en las calles, pero ella vuelve y es adoptada por la familia.
- Ashcan: Rival y enemigo de Riley. Es un Bóxer arrogante y aprovechado aunque no es muy listo, controla una zona en construcción y quiere impedir que Shadow, Chance y Sassy regresen a casa.
- Pete: Es un Bullmastiff, cómplice y compañero de Ashcan, lo que tiene de músculo le sobra de inteligencia, es un perro demasiado fuerte y feroz pero un poco tonto y hace todo lo que Ashcan dice.
- Los humanos del camión rojo: Son un par perreros tramposos que quieren secuestrar a todos los perros de San Francisco para venderlos a un laboratorio. Son los principales enemigos de la Pandilla de Riley, pero con la ayuda de Shadow, Chance y Sassy logran expulsarlos y tirar el camión a la bahía, liberando a los perros que ellos habían atrapado.

## Reparto
- Ralph Waite - Shadow
- Michael J. Fox - Chance
- Sally Field - Sassy
- David Adkins - Riley
- Carla Gugino - Delilah
- Robert Hays - Bob Seaver
- Kim Greist - Laura Seaver
- Benj Thall - Peter Seaver
- Veronica Lauren - Hope Seaver
- Kevin Chevalia - Jamie Seaver
- Adam Goldberg - Pete
- Jon Polito - Ashcan

## Marketing
La cadena de comida rápida, Hardee's, lanzó al mismo tiempo que la película, el 8 de marzo de 1996, como promoción unos cinco juguetes de colección basados en la película solo en Estados Unidos: Estos eran Shadow, Chance, Sassy, Dalilah y Riley.
La película llegó a los cines en España pero solo en poco tiempo, mientras que en Argentina y en otros países de Latinoamérica llegó a los cines el 19 de diciembre de 1996 y en 2003, para conmemorar el décimo aniversario de la primera parte de 1993.

## Trivia
- En Estados Unidos, la película llegó directamente en formato casero el 8 de marzo del año 1996, mientras que en España y en algunos países de Latinoamérica llegó a los cines.
- Actualmente la película no se encuentra disponible en DVD o Blu Ray, pero sus emisiones en canales estadounidenses como Disney Channel están presentes al igual que en plataformas digitales para ver en línea.
- Todos los actores de la primera película regresaron a interpretar de nuevo a sus respectivos personajes. pero debido a que Don Amache, quien le dio voz a Shadow en la primera película, falleció a finales del año de 1993, fue remplazado por Ralph Waite, cuya voz es similar a la de Don Amache
- Hay muchas escenas del avance que fueron recortadas y retiradas para el lanzamiento de la película, al perecer algunas escenas fueron filmaciones exclusivas para el tráiler.[4]
- Se usaron en un total de cuatro Bulldogs para interpretar a Chance, 6 gatos Himalayos para interpretar a Sassy y cuatro Golden Retrievers para el elenco de Shadow.
- El actor Laurence Fishburne participó en el casting para la voz de Riley.[4]
- Al final de la película, el repartidor de pizza es interpretado por el comediante de MADtv, Will Sasso pero no fue acreditado.
- La escena donde uno de los perreros carga el French Poodle para llevárselo, realmente el perro le orinó a Michael Rispoli y la mancha de orina real se nota cuando Michael entra al camión, pero al director David R. Ellis se le hizo graciosa esto y decidió rodar de nuevo la escena con un nuevo detalle que es cuando Jack se moja el pantalón fusionado con partes de la escena original.

## Recepción
La película tiene críticas mixtas, en el sitio Rotten Tomatoes contiene un total de 53% de críticas positivas basado en 17 comentarios. El crítico Stephen Holden dijo: "El film hace un mejor trabajo que la mayoría de las películas familiares al proyectar el punto de vista de niño en un mundo donde los hermanos y las mascotas son miembros queridos de la familia."
Algunas críticas son similares a la de Steve Rhodes, que afirman que la trama es un reciclaje de la primera película pero esta exenta de fallidas secuelas que son lanzadas directamente a vídeo casero, ya que el guión es original y divertido, además de que no pierde la esencia de la primera película.